# Tipula latifolia
Tipula latifolia är en tvåvingeart som beskrevs av Alexander 1944. Tipula latifolia ingår i släktet Tipula och familjen storharkrankar. Inga underarter finns listade i Catalogue of Life.